# Annette Jensen
Pour les articles homonymes, voir Jensen.
Annette Jensen, née le 24 septembre 1991 à Fredericia au Danemark, est une handballeuse internationale danoise évoluant au poste de demi-centre. 

## Palmarès

### En club
compétitions internationales
- vainqueur de la coupe d'Europe des vainqueurs de coupe en 2016 (avec Team Tvis Holstebro)
- finaliste de la coupe EHF en 2019 (avec Team Esbjerg)

compétitions nationales
- championne du Danemark en 2019 (avec Team Esbjerg)